# Webb’s First Deep Field

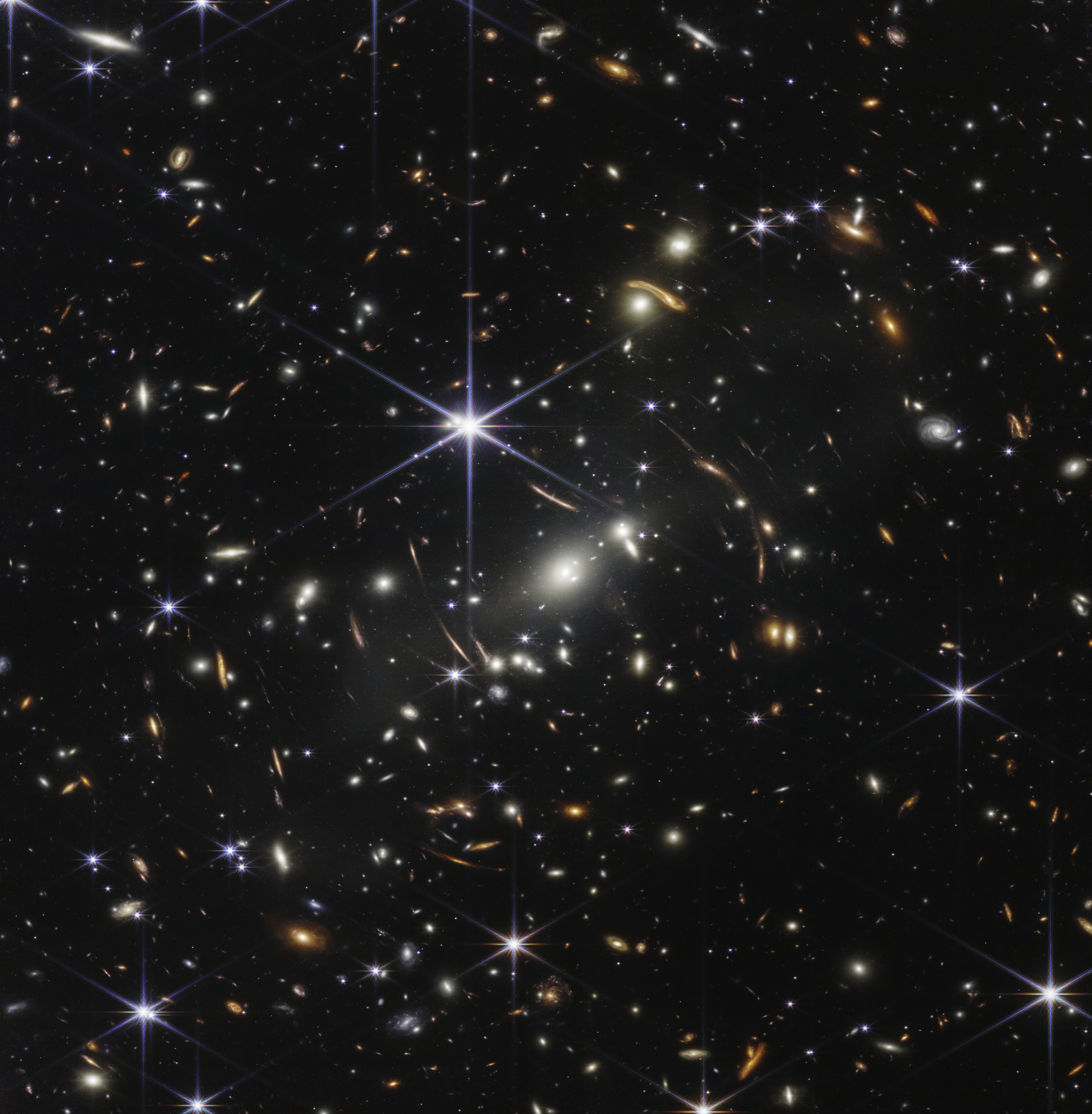
Webb’s First Deep Field. Das Bild zeigt einen Himmelsausschnitt von etwa 2,4 Winkelminuten, zentriert auf den Galaxienhaufen SMACS 0723. Mitglieder des Haufens erscheinen überwiegend weiß, während Hintergrundgalaxien eher rötlich sind.

Webb’s First Deep Field ist die erste veröffentlichte farbige Aufnahme des James-Webb-Weltraumteleskops (JWST) nach dessen Betriebsbeginn. Die Aufnahme, die mit der Nahinfrarotkamera NIRCam gemacht wurde, zeigt den 4,6 Milliarden Lichtjahre entfernten Galaxienhaufen SMACS 0723 (Rotverschiebung 0,390) im Sternbild Volans.
Das Webb’s First Deep Field entstand als Zusammensetzung mehrerer über 12 1⁄2 Std. erfolgter Aufnahmen mit verschiedenen Wellenlängen.
Die Masse dieses Galaxienhaufens bewirkt einen Gravitationslinseneffekt, wodurch weiter entfernte Galaxien mehrfach abgebildet, verzerrt und verstärkt werden, so dass ein noch tieferer Blick als in einem vergleichbaren Feld ohne Galaxienhaufen möglich wurde.
Das Bild wurde am 11. Juli 2022 von US-Präsident Joe Biden präsentiert.

## Spikes auf dem Webb’s First Deep Field

Die sechs von den Hexagonen erzeugten Lichtkreuze bilden mit den Spikes, die durch die Beugung der Streben des Sekundärspiegels erzeugt werden, insgesamt achts Spikes, da sie sich teilweise überdecken.

Die sechs hellen und zwei schwächeren Spikes bzw. Lichtkreuze um die Punktlichtquellen auf dem Foto sind ein Artefakt, das durch die physikalischen Einschränkungen des Teleskops verursacht wird. Sie sind das Ergebnis der Beugung an den Rändern des Hauptspiegels bzw. das Ergebnis der Beugung an den Rändern der 18 sechseckigen Segmente, aus denen der Hauptspiegel des Teleskops besteht. Teleskope mit kreisförmigen Spiegeln/Linsen haben keine solchen Spikes (anstelle der Lichtkreuze erzeugt die Beugung an kreisförmigen Rändern ein Muster aus konzentrischen Ringen, die Beugungsscheibchen genannt werden). Die beiden zusätzlichen Spikes sind das Ergebnis der Beugung an den Streben, die den Sekundärspiegel des Teleskops vor dem Hauptspiegel halten. Wie in der Abbildung rechts gezeigt, erzeugt die Beugung des Lichts an den drei Streben sechs Spikes, aber vier davon sind so ausgerichtet, dass sie sich mit den Spikes decken, die durch die Ränder des Hauptspiegels erzeugt werden. Die beiden schwachen horizontalen Spikes der Streben stehen jedoch für sich.

## Bildvergleich mit Hubble

Qualitätsvergleich
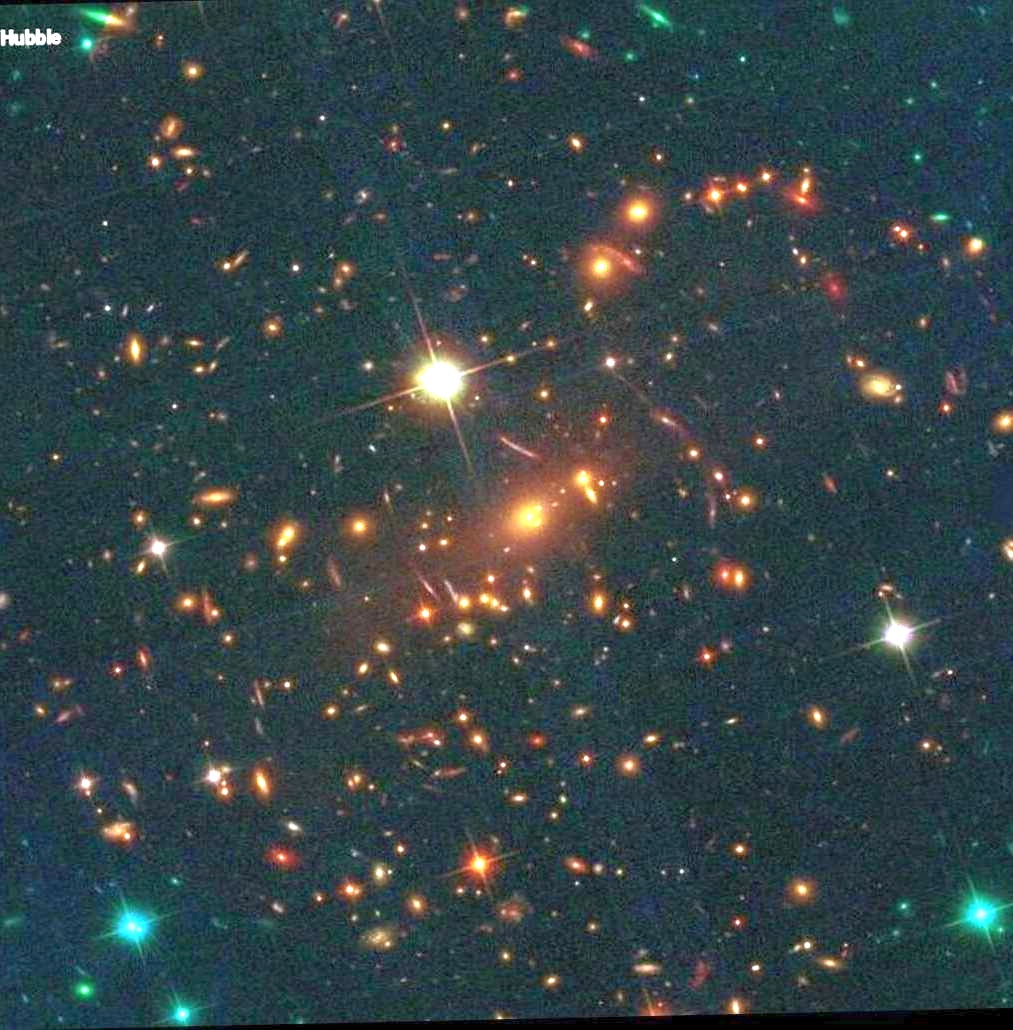
Im Jahr 2017 erfolgte Aufnahme des Hubble-Teleskops von SMACS 0723.
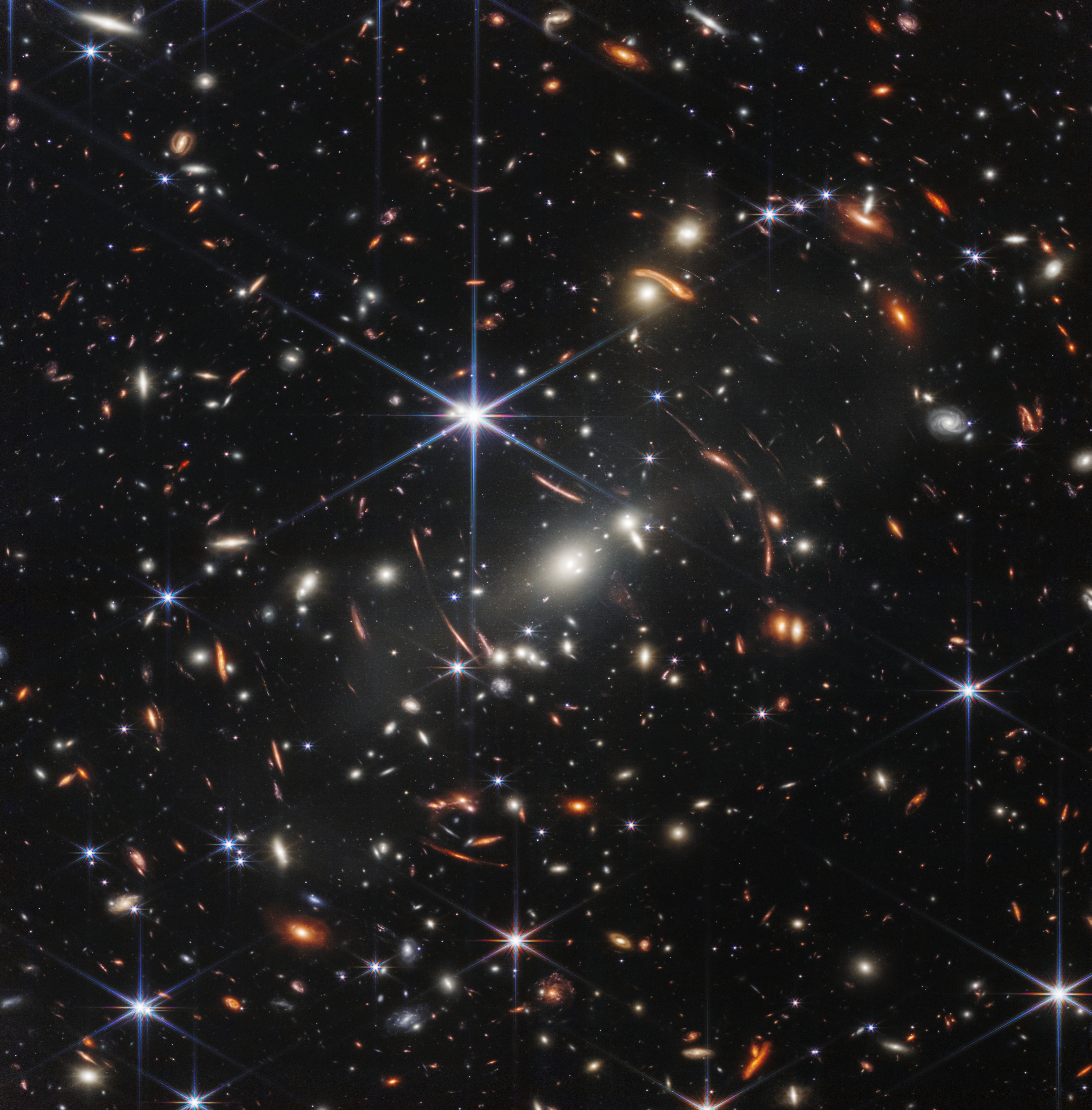
Webb’s First Deep Field